# John Crawford Martin
John Crawford Martin, britanski general, * 1896, † 1963.